# 尼德兰王冠

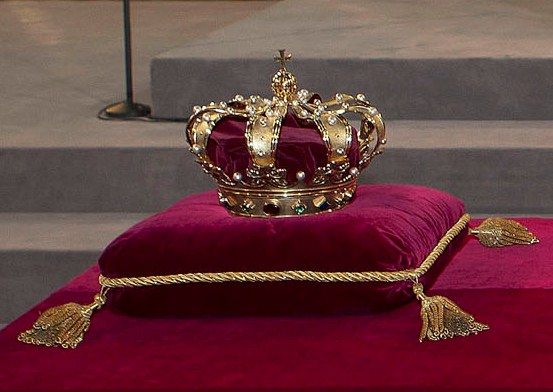
尼德兰王冠，2013年

尼德兰王冠制造于1840年，是威廉二世为了其在海牙的加冕典礼而制作的。王冠采用了现代风格，以镀金白银制作而成。自1963年后由君主个人财产转变为荷兰王室的财产。